# Nambui (kejsarinna)
Nambui , född okänt år, död efter 1294, var en kinesisk kejsarinna, gift med Kublai Khan i hans andra äktenskap. 
Hon var brorsdotter till sin företrädare kejsarinnan Chabi. Hon gifte sig med Kublai 1283, två år efter hans förra hustrurs död, och utsågs till hans kejsarinna. 
Vid denna tid ville Kublai leva en mer tillbakadragen livsstil, och träffade bara en mycket liten vänkrets. Därför tvingades de flesta som ville träffa Kublai att, på hans önskan, istället tala med Nambui, som sedan vidarebefordrade besökarnas meddelanden. Nambui spelade därför en viktig offentlig och politisk roll på Kublais önskan. Enligt traditionen ska hon också på hans önskan ha fått utfärda dekret, även om inget sådant dekret finns bevarat. 
Nambui levde fortfarande vid Kublais död 1294, men det finns ingen information om hennes liv som änka. 